# Bruce Smith (songwriter)
Bruce Smith is een Schots songwriter. Hij schreef liedjes voor een groot aantal Nederlandse artiesten en levert geregeld inzendingen voor het Nationale Songfestival.

## Biografie
Smith werd geboren in Kilmarnock in Schotland en woont en werkt in Hilversum. Hij schreef werk voor een groot aantal Nederlandse artiesten, onder wie Trijntje en Tjeerd Oosterhuis, Petra Berger, Lee Towers, Total Touch en Ten Sharp.
Hij schreef een aantal nummers voor Piet Veerman, met hitnoteringen voor de singles Walking together (1987), Go on home (1988) en Cry of freedom (1989). Voor Gordon schreef hij met Gerard Stellaard de  top 20-hit Kijk niet meer om (1996). Met het nummer Engel van mijn hart (2009), dat hij samen met Edwin van Hoevelaak en Edwin de Groot schreef, behaalde Gerard Joling de nummer 1-positie in de Single Top 100.
Gedurende de jaren schreef hij geregeld inzendingen voor het Nationale Songfestival, met 2005 voor hem als topjaar toen van de vierentwintig liedjes zeven (mede) door hem geschreven waren. Twee nummers die hij samen met Robert D. Fischer schreef bereikten de finale. Met het winnende nummer My impossible dream vertegenwoordigde Glennis Grace Nederland tijdens het Eurovisiesongfestival van dat jaar.